# ラジオクラウド
ラジオクラウド（英：Radio Cloud）は、博報堂DYメディアパートナーズと日本の民間ラジオ放送局の一部が共同で展開する、スマートフォン用のインターネットラジオサービス。
ポッドキャスト型サービスであり、番組の過去シリーズも配信するがradikoなどのサイマル配信型サービスとは異なる。

## 概要
ポッドキャストを基本として過去番組も含めてダウンロード配信するが、一部はストリーミング再生に対応する。
TBSラジオの系列であるJRN加盟局に加えて、ニッポン放送や文化放送の系列であるNRN加盟局も参加している。参加局の多くはクロスネット局としてJRNおよびNRNの両方に加盟している。
配信する番組は、参加各局の全番組は網羅せず、各番組の最初から最後まで全体は配信していない。楽曲や効果音は著作権利用を回避して配信しない。
各放送回毎に放送後1週間や1年間など、再生期限を設定している番組もある。再生期限を経過した放送回は再ダウンロードが不可となり、聴取者がマイリストから削除する場合に再ダウンロードが出来ない旨が表示される。サイマル配信型サービスのような聴取地域制限はなく、配信番組のほとんどは日本国外からも直接聴取可能である。

## 沿革
TBSラジオはインターネットラジオとしてTBS RADIO podcasting954をポッドキャストで提供していたが、サーバの経費に比して利用者の聴取傾向や広告収益などの効果が低く、2016年6月にポッドキャストを廃止した。改めてコンテンツをウェブブラウザで聴取する「TBSラジオクラウド」を提供したが、ストリーミング聴取のみでダウンロード聴取は対応していなかった。
2017年にTBSラジオと博報堂DYは、スマートフォンアプリを新たに開発した。ポッドキャストと同様に最新回の無料聴取、聴き戻し、早送り、連続再生、加えて無料の会員登録で過去の放送分もダウンロード可能となる。TBS以外の民放ラジオ10局が参加して1月30日から番組コンテンツを配信し、3月から協賛スポンサーの広告を開始した。10月2日に参加放送局が64社へ拡大した。
スマートフォンアプリ「ラジオクラウド」の提供に伴い、ウェブサービス「TBSラジオクラウド」から、利用者アカウントは移行可、マイリストは不可となった。「TBSラジオクラウド」はスマートフォン向け配信を2017年2月末、PC向け配信を2020年3月末にそれぞれ廃止した。その後TBSラジオでは2020年4月の『アフター6ジャンクション』を皮切りとして、段階を追ってポッドキャストサービスを再開、2022年10月25日に同11月1日からポッドキャストサービスをTBSラジオとして公式に6年ぶりに再開する事を発表した。ラジオクラウドのサービスも継続し、一部番組はラジオクラウド以外のネットラジオ媒体でも提供している。

## 参加放送局
太字はサービス開始当初から参加している放送局である。登録番組が少ない放送局は登録コンテンツを表示する。登録コンテンツがないものも記す。

### AM
| - HBCラジオ - STVラジオ（6コンテンツを登録、2コンテンツは番組終了） - RABラジオ（伊奈かっぺい・ことわざのわざ） - IBCラジオ（4コンテンツを登録、2コンテンツはアーカイブ） - ABSラジオ（5コンテンツを登録、2コンテンツは番組終了、1コンテンツは登録内容なし） - ラジオ福島（2コンテンツを登録、共に放送終了） | - TBSラジオ - 文化放送（8コンテンツを登録、3コンテンツは同一番組から、2コンテンツはオリジナル、1コンテンツは放送終了） - ニッポン放送（かつては7コンテンツを登録、2コンテンツは更新なし、1コンテンツは登録内容なし→同局のポッドキャストサービスのリニューアル以後、2020年8月時点で48コンテンツを登録） - ラジオ日本（5コンテンツを登録、更新継続は2コンテンツ） - 茨城放送（MUSIC STATE） | - BSNラジオ - MROラジオ - FBCラジオ | - CBCラジオ（オリジナルコンテンツ主体） - 東海ラジオ - SBSラジオ |

| - ABCラジオ - MBSラジオ - ラジオ大阪 - ラジオ関西 - KBS京都 | - RCCラジオ - 南海放送（アニラジ特別版を限定配信） - RKCラジオ | - RKBラジオ - KBCラジオ - NBCラジオ - OBSラジオ（なみじゅんの温泉ソムリエ、アニマジンは更新終了） - MRTラジオ - MBCラジオ（3コンテンツを登録、すべて更新終了） - RBCiラジオ（3コンテンツを登録、更新継続は2コンテンツ） - ラジオ沖縄 |  |

### 短波
- ラジオNIKKEI（8番組を登録、3番組は終了）

### FM
| - AIR-G' - エフエム岩手 - Date fm（2コンテンツを登録、放送終了後未更新） - ふくしまFM | - TOKYO FM（防災FRONT LINE、いのちの森 voice of forest） - J-WAVE（4コンテンツを登録、すべて更新終了） - InterFM897（BEAMS TOKYO CULTURE STORY） - FMヨコハマ（裏FUTURE SCAPE） - NACK5（4コンテンツを登録、2コンテンツは終了） - bayfm（TERU ME NIGHT GLAY） - 渋谷のラジオ - 目黒FM | - FM-NIIGATA（ハピネスPresents新潟の若者達の番組、更新終了） - FMとやま - FM-FUJI - FM長野（ALL AROUND THE GANS、しあわせ信州ナビゲーション!） | - ZIP-FM - K-mix（Morning Cafe、更新終了） - レディオキューブ FM三重 |

| - e-radio - α-STATION | - 広島FM（広島スポーツ応援番組UP↑） - FM山口（GO!GO!RENOFA!!） - FM愛媛（ジャパンハリネットのハリハリラジオ、マシンガンエチケット） | - LOVE FM（こちらヨーロッパ企画福岡支部、登録コンテンツなし） - FM福岡 - FM Nagasaki（Nagasaki Talk Around、更新終了） - エフエム・クマモト（3コンテンツを登録、更新継続は1コンテンツ） - μFM（SOIL&"PIMP"SESSIONSタブゾンビと浜崎美保のSEA SIDE ZOMBIE） |  |

### その他
- TOKYO SMARTCAST（登録番組はなく、i-dioで配信していた番組が2019年9月末に全て終了）
- BS12 トゥエルビ（BOOKSTAND.TV「メルマガ旬報TV」）
- 朝日新聞社（朝日新聞アルキキ、DANRO）
- オリジナル